# ソニータ・アリザデ

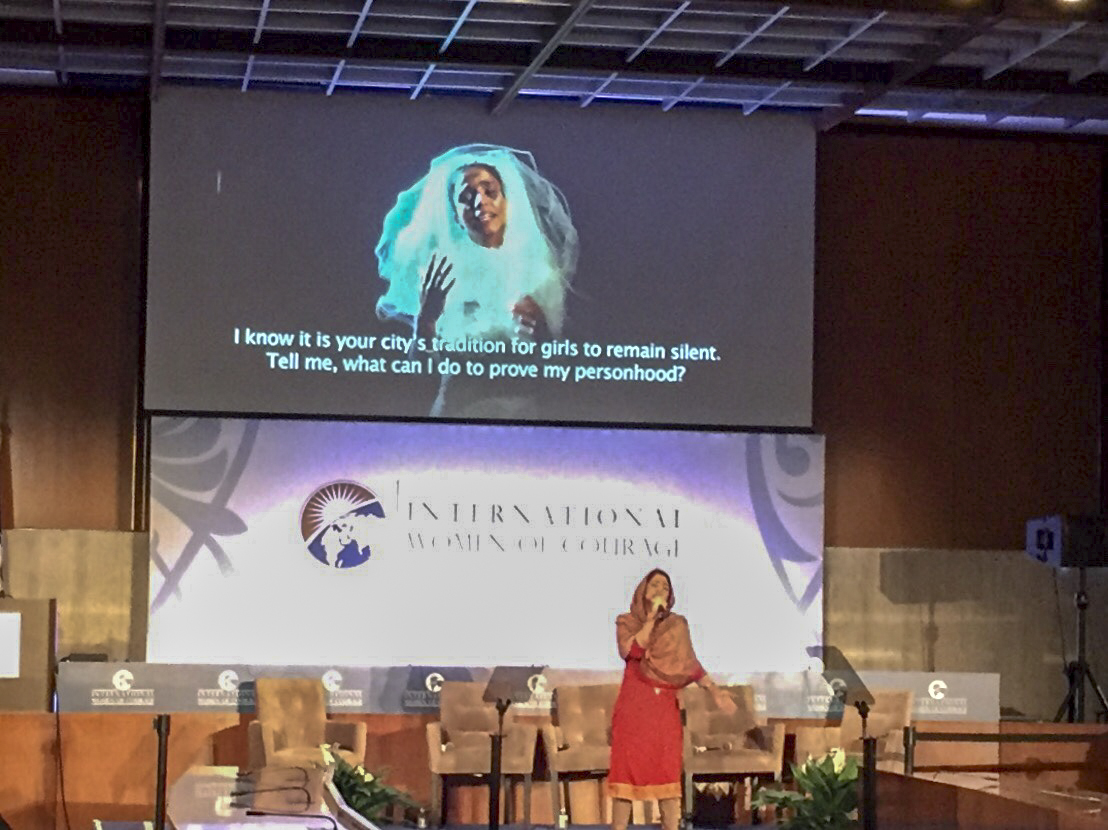
2016年にワシントンで開催されたアメリカ合衆国国務省主催の国際勇気ある女性賞

ソニータ・アリザデ（ダリー語: سونیتا علیزاده Sonita Alizadeh、1996年 - ）は、アフガニスタン出身の女性ラッパーで、歌を通して強制結婚への抗議を行っている。
「売られる花嫁」（英語: Brides for Sale）で両親に売られて結婚させられる娘を歌い、注目された。
イランの映像作家のロクサレ・ガエム・マガミは3年間彼女を取材し、映画「ソニータ」を発表した。
映画の中で、彼女の両親は彼女を売る計画を建てていた。
また、当時のイランでは女性は公共の場所で歌う事が禁止されていた。
彼女が「売られる花嫁」をYouTubeで発表すると、アメリカ合衆国のStrongheart Groupが彼女に学生ビザを発行する事を提案し、彼女はそれを受けて現在アメリカで学んでいる。

## これまでの人生
アリザデは、当時タリバンが支配していたアフガニスタンのヘラートで育った。
10歳になった時、両親は彼女を売ろうと考えた。
彼女は「結婚が何を意味するのかまだよく分からない」と答えた。
その後、タリバンから逃れる為に家族でイランに避難した。
彼女は風呂洗いの仕事をしながら、読み書きを独学した。
この頃、彼女はイランのYasやアメリカのエミネム等のラップと出会った。
彼らに触発されて、彼女は自分の歌を書き始めた。
2014年、彼女は「アフガニスタン人に選挙で投票するよう求める」歌をアメリカの大会に送った。
彼女は1000ドルの賞金を獲得し、それをアフガニスタンに戻った母に送った。

## 売られる花嫁
大会優勝後すぐに、彼女の母は「アリザデを買う男性が見付かったので、すぐに帰国するよう」手紙を送って来た。
彼女はまだ16歳だった。
母は娘を売る事で9000ドルの持参金を稼ぎ、それを使って兄に花嫁を買おうと考えた。
ロクサレ・ガエム・マガミ監督が母に2000ドルを送る事で、半年の猶予期間を得た彼女は「売られる花嫁」を書き上げ、監督はPVを撮影し、国際的な反響を得た。
PVはアフガニスタンの女性だけでなく、非営利のStrongheart Groupの目に留まり、アメリカで学ぶよう提案する事になった。

## 現在
彼女は現在ユタ州のワサッチ・アカデミーで正規の学生として学んでいる。
作詞活動も続けており、2015年11月にはアムステルダム国際ドキュメント映画祭で「ソニータ」が上映され、高評価を得た。
また、サンダンス映画祭では観客賞を獲得し、2016年5月のシアトル国際映画祭でも上映された。